# Diari La Veu
El Diari La Veu fue un diario digital en valenciano editado en Valencia por Edicions La Veu del País Valencià S.C.V. Fue publicado por primera vez en enero de 2013 bajo el nombre de La Veu del País Valencià. El 5 de abril del 2017 se renovó y empezó a publicar con la cabecera de Diari La Veu. En 2019 anunció su cierre definitivo para el 31 de diciembre de 2019 dada su situación económica insostenible y las grandes dificultades para obtener financiación.
Según sus impulsores, el periódico nació con el objetivo claro y fundamental de vertebrar el País Valenciano, de ser una voz diferente, independiente y rigurosa que contribuiría al cambio social. A lo largo de su trayectoria impulsó el medio dedicado a la pelota valenciana PilotaVeu, como así el web didáctica AulaVeu y el cultural CulturaVeu.
La empresa editora de este medio era Edicions La Veu del País Valencià, S. Coop. V., presidida por el fundador del periódico Moisès Vizcaíno. El director desde el 5 de abril del 2017 fue Salva Almenar, mientras que Ignasi Muñoz fue su subdirector hasta octubre de 2018.

## Premios y reconocimientos
- 2014 - Premio del Instituto Interuniversitario de Filología Valenciana[6]
- 2015 - Premio Ramon Casanovas de Òmnium Vallès Oriental
- 2017 - Premio de Difusión de la Asociación de Escritores en Lengua Catalana[7]
- 2017 - Premio Joan Fuster del Bloc de Progrès de l'Alcúdia[8]